# Округ Биб (Алабама)
Округ Биб (енгл. Bibb County) је округ у америчкој савезној држави Алабама. По попису из 2010. године број становника је 22.915. Седиште округа је град Сентервил.

## Демографија
Према попису становништва из 2010. у округу је живело 22.915 становника, што је 2.089 (10,0%) становника више него 2000. године.
| Група             | 2000.          | 2010.          |
| Белци             | 15.870 (76,2%) | 17.191 (75,0%) |
| Афроамериканци    | 4.624 (22,2%)  | 5.047 (22,0%)  |
| Азијати           | 17 (0,1%)      | 22 (0,1%)      |
| Хиспаноамериканци | 210 (1,0%)     | 406 (1,8%)     |
| Укупно            | 20.826         | 22.915         |